# 245
Криза Римської імперії у 3 столітті. Правління імператора Філіппа Араба. У Китаї триває період трьох держав, найбільшою державою на території Індії є Кушанська імперія, у Персії править династія Сассанідів.
На території лісостепової України Черняхівська культура. У Північному Причорномор'ї готи й сармати.

## Події
- Децій Траян отримав командування на Дунаї.
- Війни Когурьо і Вей
- Набіг когурісців на північні кордони Сілли
- Вручення послові Хіміко почесного дарунку від імператора династії Вей

## Народились
- Діоклетіан, майбутній римський імператор.

## Померли
- Аммоній Саккас, філософ. (дата приблизна)